# ハーバート・ジャミソン
ハーバート・ジャミソン（Herbert Brotherson Jamison、1875年7月19日 - 1938年11月22日）は、アメリカ合衆国の陸上競技選手である。彼は、1896年アテネオリンピックで、男子400メートル競走で2位となった。

## 経歴
ジャミソンは、イリノイ州のピオリアで生まれた。
プリンストン大学に在学中の1896年に、ジャミソンはアテネオリンピックに参加した。しかし、彼の得意とした200メートル競走は当時のオリンピック陸上競技種目には含まれていなかったため、400メートル競走への参加を選んだ。
予選では、56秒8の記録で決勝に進出した。決勝では、55秒2でそれまでの自己記録を更新したが、優勝したトーマス・バークに約10メートル遅れて2位となった。
ジャミソンは1897年にプリンストン大学を卒業し、同族が経営する農具製造会社に入った。7年後にはピオリアで保険会社を設立し、1938年に死去するまでその仕事を続けたという。